# Metilxantina
Metilxantinas são pseudoalcalóides com alto poder estimulador do sistema nervoso central, encontradas principalmente no café, chá, guaraná e cacau.
Ação antagonistas dos receptores de Adenosina, e inibindo a enzima adenil-ciclase;
e na inibição da enzima fosfodiesterase.
Tanto um quanto outro mecanismos aumentam os níveis de AMPcíclico. 
O AMPc levará a ações como:
- estimulação do Sistema Nervoso Central (células corticais)
- relaxamento da musculatura lisa de brônquios e bronquíolos (tratamento da asma)
- relaxamento da musculatura lisa de vasos sanguíneos
- aumento do inotropismo e cronotropismo